# Linus Sebastian
Linus Gabriel Sebastian, född 20 augusti 1986, är en kanadensisk programledare, producent och grundare av företaget Linus Media Group.
Han är mest känd för att skapa och vara värd för sex teknikorienterade youtubekanaler: Linus Tech Tips, Techquickie, TechLinked och Channel Super Fun, ShortCircuit och LMG Clips vilka sammanlagt har  19 119 200 prenumeranter. Den kändaste kanalen av dem är LinusTechTips som har 11,1 miljoner prenumeranter. Under 2007–2015 var han även presentatör för teknikvideor för den kanadensiska datoråterförsäljaren NCIX. År 2015 listade Inc. magazine Sebastian på fjärde plats i en lista över ”Topp 30 personer med makt inom teknologi”.
Linus Tech Tips var i januari 2016 den 12:e mest sedda vetenskap- och teknikkanalen på Youtube.

## Karriär

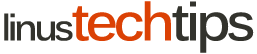
LinusTechTips logotyp.

Mellan januari 2004 och juni 2005 arbetade Sebastian som målare för företaget Student Works Painting och som badvakt och siminstruktör i Maple Ridge Parks & Leisure i Vancouver.

### Framstående projekt

#### The WAN Show (2012–)
The WAN Show är en regelbunden direktsändning på Twitch ledd av Linus Sebastian och Luke Lafreniere. Paret diskuterar aktuella nyheter i teknikvärlden, delar sina åsikter och frågor. Varje avsnitt laddas i efterhand upp till YouTube.

#### Whole Room Water Cooling (2014–2015)
Projektet Whole Room Water Cooling dokumenterade Sebastians försök att sänka temperaturen på både deras arbetsstationer samt rummet de arbetar i genom att koppla datorerna till en vattenkyld slinga. projektet avslutades efter sju avsnitt under två års tid eftersom systemet inte hade minskat temperaturen i rummet tillräckligt. Linus förklarade att detta främst berodde på användningen av kopparrör som resulterade i att majoriteten av värmen utstrålades från rören innan den lämnade byggnaden.

#### Scrapyard Wars (2015–)
Scrapyard Wars är en YouTube-serie som följer Linus Sebastian och Luke Lafreniere då de tävlar om att bygga en bra dator med en begränsad budget, tid och tema.

#### 7 Gamers 1 CPU (2015–2016)
Den 2 januari 2016 släppte Linus Tech Tips en video som demonstrerar en speldator som kostat 30 000 dollar och stödjer sju enskilda spelare. Videon kom med på tekniknyheter på ett antal webbplatser och sågs av över en miljon personer dagen den lades upp. Sebastian skrev att han ”under de senaste åtta åren […] aldrig hade uppnått uppnått en miljon visningar på en månad, än mindre på en enda dag”.
PewDiePie! - We built you a gaming PC! (28 mars 2020 - 28 mars 2020)
Den 28 mars 2020 släppte LinusTechTips en video där han bygger en speldator till den välkända YouTube-kreatören Felix "PewDiePie" Kjellberg. Datorn var speciellt byggd för Felix då han ett antal månader tidigare börjat spela Minecraft. Datorns chassi var specialgjort för att likna monstret Creeper från spelet.